# Sound + Vision Tour
Tournées par David Bowie
Glass Spider Tour (1987) Outside Tour (1995-1996)
Le Sound + Vision Tour est une tournée mondiale de David Bowie donnée de mars à septembre 1990.
Elle vise à promouvoir Sound + Vision, un coffret rétrospectif de la carrière du chanteur. Les setlists sont ainsi composées de ses plus grands succès. Il annonce que c'est la dernière fois qu'il les interprète sur scène, car il commence à se lasser d'eux. En fin de compte, la majorité de ces chansons refont leur apparition dans les setlists de ses tournées ultérieures.
La direction musicale de la tournée est assurée par Adrian Belew, qui a déjà travaillé avec Bowie durant la tournée Isolar II en 1978. La scénographie est quant à elle l'œuvre d'Édouard Lock, de la compagnie de danse québécoise La La La Human Steps.

## Musiciens
- David Bowie : chant, guitare, saxophone
- Adrian Belew : guitare, chœurs
- Erdal Kızılçay : basse, chœurs
- Michael Hodges : batterie
- Rick Fox : claviers[1]

## Dates

### Premier segment nord-américain
| Date         | Ville     | Pays   | Salle               | Remarques                      |
| ------------ | --------- | ------ | ------------------- | ------------------------------ |
| 4 mars 1990  | Québec    | Canada | Colisée de Québec   | Premier concert de la tournée. |
| 6 mars 1990  | Montréal  | Canada | Forum de Montréal   |                                |
| 7 mars 1990  | Toronto   | Canada | SkyDome             |                                |
| 10 mars 1990 | Winnipeg  | Canada | Winnipeg Arena      |                                |
| 12 mars 1990 | Edmonton  | Canada | Northlands Coliseum |                                |
| 13 mars 1990 | Calgary   | Canada | Olympic Saddledome  |                                |
| 15 mars 1990 | Vancouver | Canada | Pacific Coliseum    |                                |

### Premier segment européen
| Date           | Ville                 | Pays                 | Salle                                 | Remarques                     |
| -------------- | --------------------- | -------------------- | ------------------------------------- | ----------------------------- |
| 19 mars 1990   | Birmingham            | Royaume-Uni          | National Exhibition Centre            |                               |
| 20 mars 1990   | Birmingham            | Royaume-Uni          | National Exhibition Centre            |                               |
| 23 mars 1990   | Édimbourg             | Royaume-Uni          | Royal Highland Exhibition Centre (en) |                               |
| 24 mars 1990   | Édimbourg             | Royaume-Uni          | Royal Highland Centre (en)            |                               |
| 26 mars 1990   | Londres               | Royaume-Uni          | Docklands Arena                       |                               |
| 27 mars 1990   | Londres               | Royaume-Uni          | Docklands Arena                       |                               |
| 28 mars 1990   | Londres               | Royaume-Uni          | Docklands Arena                       |                               |
| 30 mars 1990   | Rotterdam             | Pays-Bas             | Ahoy Rotterdam                        |                               |
| 1er avril 1990 | Dortmund              | Allemagne de l'Ouest | Westfalenhalle                        | Concert repoussé au 22 avril. |
| 2 avril 1990   | Paris                 | France               | Palais omnisports de Paris-Bercy      |                               |
| 3 avril 1990   | Paris                 | France               | Palais omnisports de Paris-Bercy      |                               |
| 5 avril 1990   | Francfort-sur-le-Main | Allemagne de l'Ouest | Festhalle                             |                               |
| 7 avril 1990   | Hambourg              | Allemagne de l'Ouest | Alsterdorfer Sporthalle (en)          |                               |
| 8 avril 1990   | Berlin                | Allemagne de l'Ouest | Deutschlandhalle                      |                               |
| 10 avril 1990  | Munich                | Allemagne de l'Ouest | Olympiahalle                          |                               |
| 11 avril 1990  | Stuttgart             | Allemagne de l'Ouest | Hanns-Martin-Schleyer-Halle           |                               |
| 13 avril 1990  | Milan                 | Italie               | Palatrussardi                         |                               |
| 14 avril 1990  | Milan                 | Italie               | Palatrussardi                         |                               |
| 17 avril 1990  | Rome                  | Italie               | PalaEUR                               |                               |
| 18 avril 1990  | Rome                  | Italie               | PalaEUR                               | Concert annulé.               |
| 20 avril 1990  | Bruxelles             | Belgique             | Forest National                       |                               |
| 21 avril 1990  | Bruxelles             | Belgique             | Forest National                       |                               |
| 22 avril 1990  | Dortmund              | Allemagne de l'Ouest | Westfalenhalle                        |                               |

### Deuxième segment nord-américain
| Date          | Ville          | Pays       | Salle                               | Remarques |
| ------------- | -------------- | ---------- | ----------------------------------- | --------- |
| 27 avril 1990 | Miami          | États-Unis | Miami Arena                         |           |
| 29 avril 1990 | Pensacola      | États-Unis | Pensacola Civic Center (en)         |           |
| 1er mai 1990  | Orlando        | États-Unis | Orlando Arena                       |           |
| 4 mai 1990    | St. Petersburg | États-Unis | Florida Suncoast Dome               |           |
| 5 mai 1990    | Jacksonville   | États-Unis | Jacksonville Memorial Coliseum (en) |           |
| 7 mai 1990    | Atlanta        | États-Unis | Omni Coliseum                       |           |
| 9 mai 1990    | Chapel Hill    | États-Unis | Dean Smith Center                   |           |

### Segment asiatique
| Date        | Ville | Pays  | Salle      | Remarques |
| ----------- | ----- | ----- | ---------- | --------- |
| 15 mai 1990 | Tokyo | Japon | Tokyo Dome |           |
| 16 mai 1990 | Tokyo | Japon | Tokyo Dome |           |

### Troisième segment nord-américain
| Date            | Ville            | Pays       | Salle                                          | Remarques                             |
| --------------- | ---------------- | ---------- | ---------------------------------------------- | ------------------------------------- |
| 20 mai 1990     | Vancouver        | Canada     | BC Place Stadium                               |                                       |
| 21 mai 1990     | Tacoma           | États-Unis | Tacoma Dome                                    |                                       |
| 23 mai 1990     | Los Angeles      | États-Unis | Los Angeles Memorial Sports Arena              |                                       |
| 24 mai 1990     | Sacramento       | États-Unis | Cal Expo (en)                                  |                                       |
| 26 mai 1990     | Los Angeles      | États-Unis | Dodger Stadium                                 |                                       |
| 28 mai 1990     | Mountain View    | États-Unis | Shoreline Amphitheatre                         |                                       |
| 29 mai 1990     | Mountain View    | États-Unis | Shoreline Amphitheatre                         |                                       |
| 1er juin 1990   | Denver           | États-Unis | McNichols Sports Arena                         |                                       |
| 2 juin 1990     | Denver           | États-Unis | McNichols Sports Arena                         |                                       |
| 4 juin 1990     | Dallas           | États-Unis | Starplex Amphitheatre (en)                     |                                       |
| 6 juin 1990     | Austin           | États-Unis | Frank Erwin Center                             |                                       |
| 7 juin 1990     | Houston          | États-Unis | Woodlands Pavilion (en)                        |                                       |
| 9 juin 1990     | Kansas City      | États-Unis | Sandstone Amphitheater (en)                    |                                       |
| 10 juin 1990    | St. Louis        | États-Unis | St. Louis Arena                                |                                       |
| 12 juin 1990    | Noblesville      | États-Unis | Deer Creek Music Center (en)                   |                                       |
| 13 juin 1990    | Milwaukee        | États-Unis | Marcus Amphitheater                            |                                       |
| 15 juin 1990    | Tinley Park      | États-Unis | World Music Theatre (en)                       |                                       |
| 16 juin 1990    | Tinley Park      | États-Unis | World Music Theatre (en)                       |                                       |
| 19 juin 1990    | Cleveland        | États-Unis | Richfield Coliseum                             |                                       |
| 20 juin 1990    | Cleveland        | États-Unis | Richfield Coliseum                             | Bowie chante Gloria en duo avec Bono. |
| 22 juin 1990    | Auburn Hills     | États-Unis | The Palace of Auburn Hills                     |                                       |
| 24 juin 1990    | Auburn Hills     | États-Unis | The Palace of Auburn Hills                     |                                       |
| 25 juin 1990    | Auburn Hills     | États-Unis | The Palace of Auburn Hills                     |                                       |
| 27 juin 1990    | Burgettstown     | États-Unis | Coca-Cola Star Lake Amphitheater (en)          |                                       |
| 30 juin 1990    | St. John's       | Canada     | Memorial Stadium (en)                          |                                       |
| 2 juillet 1990  | Moncton          | Canada     | Colisée de Moncton                             |                                       |
| 4 juillet 1990  | Toronto          | Canada     | Stade de l'Exposition nationale                |                                       |
| 6 juillet 1990  | Ottawa           | Canada     | Ottawa Civic Centre                            |                                       |
| 7 juillet 1990  | Saratoga Springs | États-Unis | Saratoga Performing Arts Center (en)           |                                       |
| 9 juillet 1990  | Philadelphie     | États-Unis | The Spectrum                                   |                                       |
| 10 juillet 1990 | Philadelphie     | États-Unis | The Spectrum                                   |                                       |
| 12 juillet 1990 | Philadelphie     | États-Unis | The Spectrum                                   |                                       |
| 13 juillet 1990 | Philadelphie     | États-Unis | The Spectrum                                   |                                       |
| 16 juillet 1990 | Uniondale        | États-Unis | Nassau Veterans Memorial Coliseum              |                                       |
| 18 juillet 1990 | Columbia         | États-Unis | Merriweather Post Pavilion                     |                                       |
| 19 juillet 1990 | Columbia         | États-Unis | Merriweather Post Pavilion                     |                                       |
| 21 juillet 1990 | Foxborough       | États-Unis | Sullivan Stadium                               |                                       |
| 23 juillet 1990 | Hartford         | États-Unis | Hartford Civic Center                          |                                       |
| 25 juillet 1990 | Niagara Falls    | États-Unis | Niagara Falls Convention and Civic Center (en) |                                       |
| 29 juillet 1990 | East Rutherford  | États-Unis | Giants Stadium                                 |                                       |

### Deuxième segment européen
| Date               | Ville         | Pays                 | Salle                                   | Remarques          |
| ------------------ | ------------- | -------------------- | --------------------------------------- | ------------------ |
| 4 août 1990        | Milton Keynes | Royaume-Uni          | National Bowl                           |                    |
| 5 août 1990        | Milton Keynes | Royaume-Uni          | National Bowl                           |                    |
| 7 août 1990        | Manchester    | Royaume-Uni          | Maine Road                              |                    |
| 9 août 1990        | Dublin        | Irlande              | Point Depot                             |                    |
| 10 août 1990       | Dublin        | Irlande              | Point Depot                             |                    |
| 13 août 1990       | Fréjus        | France               | Arènes de Fréjus                        |                    |
| 16 août 1990       | Gand          | Belgique             | Flanders Expo (en)                      |                    |
| 18 août 1990       | Nimègue       | Pays-Bas             | Stadion de Goffert                      |                    |
| 19 août 1990       | Maastricht    | Pays-Bas             | Maastricht Exhibition & Congress Centre |                    |
| 22 août 1990       | Oslo          | Norvège              | Jordal Stadion (en)                     |                    |
| 24 août 1990       | Stockholm     | Suède                | Olympiastadion                          |                    |
| 25 août 1990       | Copenhague    | Danemark             | Idraetsparken                           |                    |
| 26 août 1990       | Copenhague    | Danemark             | Idraetsparken                           |                    |
| 29 août 1990       | Linz          | Autriche             | Linzer Stadion                          |                    |
| 31 août 1990       | Berlin-Est    | Allemagne de l'Est   | Weißensee Sportplatz                    |                    |
| 1er septembre 1990 | Schüttorf     | Allemagne de l'Ouest | Festival Site                           |                    |
| 2 septembre 1990   | Ulm           | Allemagne de l'Ouest |                                         | Open Air Festival. |
| 4 septembre 1990   | Budapest      | Hongrie              | MTK Stadium                             |                    |
| 5 septembre 1990   | Zagreb        | Yougoslavie          | Stadion Maksimir                        |                    |
| 8 septembre 1990   | Modène        | Italie               |                                         | Festa de l'Unità.  |
| 11 septembre 1990  | Gijón         | Espagne              | Hipódromo de las Mestas (en)            |                    |
| 12 septembre 1990  | Madrid        | Espagne              | Rockodromo Arena                        |                    |
| 14 septembre 1990  | Lisbonne      | Portugal             | Estádio José Alvalade                   |                    |
| 16 septembre 1990  | Barcelone     | Espagne              | Estadi Olímpic Lluís Companys           |                    |

### Segment sud-américain
| Date              | Ville          | Pays      | Salle                     | Remarques                      |
| ----------------- | -------------- | --------- | ------------------------- | ------------------------------ |
| 20 septembre 1990 | Rio de Janeiro | Brésil    | Praça da Apoteose (en)    |                                |
| 22 septembre 1990 | São Paulo      | Brésil    | Estádio Palestra Itália   |                                |
| 23 septembre 1990 | São Paulo      | Brésil    | Estádio Palestra Itália   |                                |
| 25 septembre 1990 | São Paulo      | Brésil    | Olímpia Theatre           |                                |
| 27 septembre 1990 | Santiago       | Chili     | Estadio Nacional de Chile | Rock in Chile Festival.        |
| 29 septembre 1990 | Buenos Aires   | Argentine | River Plate Stadium       | Dernier concert de la tournée. |

## Chansons jouées
- De Space Oddity : Space Oddity
- De Hunky Dory : Changes, Life on Mars?, Queen Bitch
- De The Rise and Fall of Ziggy Stardust and the Spiders from Mars : Starman, Ziggy Stardust, Suffragette City, Rock 'n' Roll Suicide
- De Aladdin Sane : Panic in Detroit, The Jean Genie
- De Diamond Dogs : Rebel Rebel
- De Young Americans : Young Americans, Fame
- De Station to Station : Station to Station, Golden Years, TVC 15, Stay
- De Low : Sound and Vision, Be My Wife
- De "Heroes" : "Heroes"
- De Scary Monsters (and Super Creeps) : Ashes to Ashes, Fashion
- De Let's Dance : Let's Dance, China Girl, Modern Love
- De Tonight : Blue Jean
- Autres chansons de Bowie : John, I'm Only Dancing
- Reprises d'autres artistes : A Hard Rain's a-Gonna Fall (Bob Dylan), Alabama Song (Bertolt Brecht), Amsterdam (Jacques Brel), Baby, Please Don't Go (Big Joe Williams), Baby What You Want Me to Do (Jimmy Reed), Gloria (Them), Heartbreak Hotel (Elvis Presley), I'm Waiting for the Man (The Velvet Underground), Pretty Pink Rose (Adrian Belew), White Light/White Heat (The Velvet Underground), You and I and George (air traditionnel)